# Amphoecus metallicus
Amphoecus metallicus är en skalbaggsart som beskrevs av Xavier Montrouzier 1861. Amphoecus metallicus ingår i släktet Amphoecus och familjen långhorningar. Inga underarter finns listade i Catalogue of Life.